# Телегин, Борис Васильевич
Борис Васильевич Телегин (31 марта 1915 — 17 декабря 1986) — советский актёр театра и кино, народный артист РСФСР (1971).

## Биография
Борис Васильевич Телегин родился 31 марта 1915 года.
В 1936 году окончил Театральное училище имени М. С. Щепкина. С 1 сентября 1934 года до конца жизни служил в Малом театре. Много снимался в фильмах-спектаклях Малого театра и в телеспектаклях.
Умер 17 декабря 1986 года. Урна с прахом захоронена в Москве на Кунцевском кладбище (10-й участок).

## Награды и премии
- Заслуженный артист РСФСР (26.10.1949)[1].
- Народный артист РСФСР (1971).
- Орден Дружбы народов (22.08.1986).

## Работы в театре
- 1936 — «Борис Годунов» А. Пушкина — Поэт
- 1937 — «Слава» В. Гусева — Иван
  - «Коварство и любовь» Ф. Шиллера — Фердинанд
- 1938 — «Стакан воды» Э. Скриба — Церемониймейстер
  - «Растеряева улица» по Г. Успенскому — Черкес
  - «На бойком месте» А. Островского — Иван
- 1940 — «Игра интересов» Бенавенте — Криснин
- 1941 — «В степях Украины» А. Корнейчука — Грицко
- 1943 — «Фронт» А. Корнейчука — Ясный
- 1944 — «Варвары» М. Горького — Лукин
  - «Инженер Сергеев» В. Рокка — Борис
  - «Иван Грозный» А. Толстого — Басманов
  - «Волки и овцы» А. Островского — Горецкий
- 1945 — «Сотворение мира» Н. Погодина — Колоколов
- 1946 — «За Камой рекой» Тихонова — Зарубин
  - «Великая сила» Б. Ромашова — Шибанов
  - «Двенадцатая ночь» У. Шекспира — Герцог Орсино
- 1947 — «На белом свете» П. Нилина — Сергей
  - «Южный узел» А. Первенцева — Тимохин
  - «За тех, кто в море» Б. Лавренёва — Боровский
- 1948 — «Молодость» Л. Зорина — Борис Марков
  - «Рюи Блаз» В. Гюго — Рюи Блаз
  - «Бесприданница» А. Островского — Паратов
  - «Правда — хорошо, а счастье лучше» А. Островского — Платон
- 1949 — «Наш современник» К. Паустовского — Раевский
  - «Ревизор» Н. Гоголя — Почтмейстер
  - «Заговор обреченных» Н. Вирты — Макс Венита
  - «Снегурочка» А. Островского — Мизгирь
  - «Незабываемый 1919» Вс. Вишневского — Дэкс
- 1950 — «Без вины виноватые» А. Островского — Незнамов
  - «Семья Лутониных» бр. Тур и Пырьева — Николай Лутонин
  - «Калиновая роща» А. Корнейчука — Батура
- 1951 — «Незабываемый 1919» Вс. Вишневского — Рыбалтовский, Геннадий Николаев
- 1952 — «Иначе жить нельзя» А. Софронова — Макс Хютер
  - «Иначе жить нельзя» А. Софронова — Франц
  - «Порт-Артур» Попова и Степанова — Великий князь Кирилл Владимирович
  - «Волки и овцы» А. Островского — Беркутов
- 1953 — «Горе от ума» А. Грибоедова — Чацкий
- 1955 — «Макбет» У. Шекспира — Малькольм
- 1956 — «Ночной переполох» М. Соважона — Франк Вареско
- 1957 — «Вечный источник» Д. Зорина — Мартын
- 1958 — «Ярмарка тщеславия» по У. Теккерею — Родон Кроули
- 1960 — «Остров Афродиты» А. Парниса — Ричард Китс
  - «Живой труп» Л. Толстого — Каренин
  - «Любовь Яровая» К. Тренёва — Михаил Яровой
  - «Взрыв» И. Дворецкого — Лёха
- 1961 — «Честность» А. Софронова — Мажинец
  - «Каменное гнездо» Х. Вуолийоки — Хозяин Симола
  - «Браконьеры» Э. Раннета — Аадам
- 1962 — «Волки и овцы» А. Островского — Беркутов
  - «Палата» С. Алешина — Новиков
  - «Госпожа Бовари» по Г. Флоберу — Родольф
- 1963 — «Человек из Стратфорда» С. Алёшина — Ретленд
  - «Веер леди Уиндермиер» О. Уайльда — Лорд Дарлингтон
- 1965 — «Белые облака» В. Блинова — Рындин
  - «Маскарад» М. Лермонтова — Арбенин
- 1966 — «Волшебное существо» А. Платонова и В. Фраермана — Кримчицкий
- 1967 — «Высшая мера» М. Маклярского и К. Раппопорта — Мещёрский
  - «Сын» А. Софронова — Грошин
  - «Умные вещи» С. Маршака — Старик, хозяин умных вещей
- 1968 — «Старик» М. Горького — Мастаков
  - «Оптимистическая трагедия» Вс. Вишневского — Вожак
  - «Ревизор» Н. Гоголя — Шпекин
  - «Криминальное танго» Э. Раннета — Отец
- 1969 — «Разбойники» Ф. Шиллера — Максимилиан фон Моор
  - «Признание» С. Дангулова — Френсис
- 1970 — «Растеряева улица» по Г. Успенскому — Учитель
  - «Достигаев и другие» М. Горького — Губин
- 1971 — «Достигаев и другие» М. Горького — Нестрашный
  - «Каменный хозяин» Л. Украинки — Дон Пабло де Альварес
- 1972 — «Пучина» А. Островского — Неизвестный
  - «Отцы и дети» по И. Тургеневу — Василий Иванович Базаров
- 1974 — «Гроза» А. Островского — Дикой
- 1975 — «Господа Головлевы» по М. Е. Салтыкову-Щедрину — Павел Владимирович Головлёв
- 1976 — «Заговор Фиеско в Генуе» Ф. Шиллера — Андреа Дориа
- 1977 — «Униженные и оскорблённые» по Ф. И. Достоевскому — Князь Валковский
  - «Головокружение» Г. Саркисяна — Самвильян
  - «Беседы при ясной луне» В. Белова — Глухов
- 1978 — «Любовь Яровая» К. Тренёва — Закатов
- 1979 — «Лес» А. Островского — Милонов
  - «Агоня» М. Крлежи — Ленбах
- 1980 — «Фома Гордеев» М. Горького — Ящуров
  - «Признание» С. Дангулова — Илья Репнин
- 1981 — «Каменный цветок» по П. Бажову — Барин
- 1983 — «Утренняя фея» А. Касоны — Дед
  - «Фома Гордеев» М. Горького — Игнат Гордеев
- 1984 — «Накануне» по И. Тургеневу — Увар Иванович

## Фильмография

### Актёр
1. 1952 — Волки и овцы — Василий Иванович Беркутов, сосед Купавиной
2. 1959 — Растеряева улица — Прохор
3. 1962 — Вашингтонская история — председатель Комиссии по расследованию антиамериканской деятельности
4. 1963 — Павлик Морозов — Трофим Морозов, отец Павлика
5. 1964 — Порт-Артур — Кирилл Владимирович, Великий князь
6. 1966 — Лабиринт — священник
7. 1967 — Пропавший чиновник — эпизод (в титрах В. Телегин)
8. 1968 — Барсуки — Секретов, трактирщик
9. 1969 — Бедность не порок — Гордей Торцов, богатый купец
10. 1972 — Былое и думы — Барле
11. 1973 — Волки и овцы — Беркутов
12. 1973 — Самый последний день — гость
13. 1974 — В восемнадцать мальчишеских лет — офицер (нет в титрах)
14. 1974 — Дом Островского — Беркутов
15. 1974 — Старик — Иван Васильевич Мастаков
16. 1975 — Достигаев и другие — Губин
17. 1976 — Признание — Френсис, посол из военно-дипломатического корпуса
18. 1977 — Гроза — Савел Прокофьевич Дикой
19. 1977 — Провинциальная история — Южин, артист
20. 1977 — Четвёртая высота — киноактёр (кулак в фильме «Дочь партизана»)
21. 1978 — Господа Головлёвы — Павел Владимирович
22. 1978 — Капитанская дочка — Иван Кузмич
23. 1983 — Умные вещи — старик
24. 1983 — Фома Гордеев — Робустов
25. 1984 — Повести Белкина. Метель — Гаврила Гаврилович

### Озвучивание
1. 1982 — Сын камня